# سباق طواف فرنسا 2004
سباق طواف فرنسا 2004 من سلسلة سباقات سباق طواف فرنسا. أقيم هذا السباق في تاريخ 3 يوليو - 25 يوليو، 2004 على 20+Prologue مراحل. بعد مرور 83 ساعة و36 دقيقة و02 ثانية وبعد طي 3391.1 كم بمتوسط 41.016 كم في الساعة فاز بالميدالية الذهبية لانس آرمسترونج من الولايات المتحدة، فيما حصد أندرياس كلودن من ألمانيا الميدالية الفضية، وكانت الميدالية البرونزية من نصيب ايفان باسو من إيطاليا.

## الميداليات
| ذهب                               | فضة                     | برونز                |
| لانس آرمسترونج - الولايات المتحدة | أندرياس كلودن - ألمانيا | ايفان باسو - إيطاليا |